# پال‌ورلد
پال‌ورلد (انگلیسی: Palworld) یک بازی ویدئوی اکشن ماجراجویی در ژانر بقا است که در سال ۲۰۲۴ توسط شرکت پاکت‌پیر برای مایکروسافت ویندوز، ایکس‌باکس وان و ایکس‌باکس سری اکس و سری اس منتشر شده است.